# 皮德布日
49°19′56″N 23°14′42″E / 49.33222°N 23.24500°E
皮德布日（烏克蘭語：Підбуж），是烏克蘭的市級鎮，位於該國西部利沃夫州，距離桑博爾23公里，始建於1400年，面積7.1平方公里，2022年人口3,346，人口密度每平方公里417.18人。
2022 （页面存档备份，存于）